# Johannes Schmidt (Politiker, 1765)
Johannes Schmidt (* 3. Dezember 1765 in Frankfurt am Main; † 6. März 1830 ebenda) war ein Politiker der Freien Stadt Frankfurt.
Johannes Schmidt war Handelsmann in Frankfurt am Main. Von 1808 bis 1816 war er Mitglied der neu gegründeten Frankfurter Handelskammer. Von 1816 bis 1830 war er als Senator Mitglied im Senat der Freien Stadt Frankfurt. Von 1817 bis 1827 war er Mitglied des Engeren Rates. Er gehörte dem Gesetzgebenden Körper von 1817 bis 1830 an.